# Province de Trieste
 (mars 2021).
Si vous disposez d'ouvrages ou d'articles de référence ou si vous connaissez des sites web de qualité traitant du thème abordé ici, merci de compléter l'article en donnant les références utiles à sa vérifiabilité et en les liant à la section « Notes et références ».
La province de Trieste (en italien : Provincia di Trieste ; en slovène : Tržaška pokrajina) était une province italienne de la région autonome du Frioul-Vénétie Julienne, dont le chef-lieu était Trieste. Elle est dissoute en 2017.
Sa population était dans les années 2010 de plus de 236 000 habitants et son chef-lieu est Trieste.

## Géographie
Le territoire de la province est une bande de terre d'une longueur de 30 km et d'une largeur de 5 à 10 km, bordée à l'ouest par la mer Adriatique et s'étendant vers l'est sur le haut plateau du Carso jusqu'à la frontière entre l'Italie et la Slovénie.
À la frontière nord-ouest se trouvent la province de Gorizia et la ville de Monfalcone. Au sud-est se trouve la ville de Trieste et au sud-ouest, le golfe de Trieste.
Encore plus au sud, entre Trieste et Muggia se trouve la baie de Muggia.
La majeure partie du territoire de la province présente des caractéristiques propres aux sols karstiques (région du Carso), telles des dolines et des grottes – dont la célèbre Grotta Gigante (« Grotte géante ») ouverte au public. La province ne recèle aucune étendue d'eau douce notable, à part le fleuve Timavo qui prend sa source en Croatie et se jette dans la mer près de Duino-Aurisina, ainsi que quelques rivières vers le sud et quelques étangs de petite taille.
La réserve naturelle marine de Miramare et la réserve naturelle des falaises de Duino se trouvent sur la côte, alors que les réserves naturelles du Mont Lanaro, du Mont Orsario et de Val Rosandra sont, elles, à l'intérieur des terres.

## Histoire
La constitution du territoire de la province de Trieste remonte à l'époque de l'occupation des Francs.
Avec l'arrivée de la dynastie des Habsbourg au XIIIe siècle, le territoire est divisé entre les seigneurs de Duino (Duino-Aurisina, Sgonico et Monrupino), de Trieste, de San Dorligo della Valle et de Muggia. Durant le règne de Marie-Thérèse Ire de Hongrie, puis celui de Joseph II d'Autriche, la région connaît une augmentation notable du trafic maritime grâce à l'instauration d'une zone de libre-échange.
En 1809, les troupes de Napoléon envahissent la province. La majeure partie du territoire a pour chef-lieu Trieste. San Dorligo est, pour sa part, sous le contrôle de Postojna (Slovénie).
Durant la restauration, les communes de Duino-Aurisina, Sgonico, Monrupino et Gorizia sont annexées, alors que la ville de Trieste devient cité de l'empire d'Autriche. San Dorligo della Valle et Muggia sont rattachées à l'Istrie.

### La province de Trieste de 1920 à 1943

Division administrative de l'Istrie de 1924 à 1947 avec les quatre provinces de Trieste (vert), Gorizia (bleu), Pola (jaune) et Fiume (rouge)

En 1920, avec le traité de Rapallo, la province de Trieste et l'Istrie sont annexées à l'État italien. De 1920 à 1943, outre le territoire existant aujourd'hui, la province comprend la presque totalité du Carso, l'embouchure du fleuve Timavo, la vallée d'Isonzo jusqu'à Gradisca, Grado et sa lagune, la vallée du Timavo, de Selva Piro jusqu'aux environs de San Pietro del Carso. Les villes principales sont :
- Trieste, capitale de la province ;
- Monfalcone, maintenant dans la province de Gorizia ;
- Grado, maintenant dans la province de Gorizia ;
- Sežana (en italien : Sesana), maintenant en Slovénie ;
- Postojna (en italien : Postumia), maintenant en Slovénie.

### Le Territoire libre de Trieste
En 1947, avec la formation du Territoire libre de Trieste, la province perd la région de Monfalcone, qui est transférée à la Province de Gorizia, ainsi qu'une partie du Carso triestin et de la haute vallée du Vipacco. La même année, les villes suivantes passent sous contrôle de la Yougoslavie : Postojna (et sa fameuse grotte), Sežana et Lipizza, connue pour ses chevaux.
Le territoire conserve :
- La capitale Trieste (occupée par les alliées) ainsi que l'actuel territoire de la province, incluant la ville de Muggia.
- L'Istrie occidentale jusqu'au fleuve Quieto (connu en croate sous le nom Mirna). Cette région est occupée par les forces yougoslaves. Les principales villes sont : Koper/Capodistria, Izola, Piran, Umag, Novigrad et Buje.

En 1954, le territoire libre de Trieste est partagé entre l'Italie et la Yougoslavie.
La région de Frioul-Vénétie Julienne reste divisée en quatre provinces jusqu'à leur suppression par la loi régionale 20/2016 (effective en 2017-2018) et 215 communes. Les provinces sont remplacées par dix-huit unions territoriales intercommunales (UTI). L'ancienne province, dissoute le 30 septembre 2017, est remplacée par l'union territoriale intercommunale de Julienne, elle-même remplacée par l'organisme de décentralisation régionale de Trieste le 1er juillet 2020. Le nouveau statut spécial de la région prévoit également la création d'une ville métropolitaine de Trieste.

## Démographie
Fin 2006, la province compte 237 049 habitants, dont 13 436 étrangers (5,7 %). Au cours de la même année, on dénombre 1792 naissances (7,6 %) et 3372 décès (14,2 %) pour un déclin de 1580 personnes (-6,7 %), un des plus limités d'Italie. La taille moyenne des familles est de 1,9 personne et on compte en 2005 4,0 mariages pour 1000 habitants, 40 % desquels sont célébrés religieusement.

## Économie
L'économie provinciale est basée principalement sur les services (assurances, commerce et tourisme). Il existe des industries majeures et moyennes implantées dans le chef-lieu Trieste, aussi capitale de région (chantiers navals Fincantieri, raffineries de pétrole, torréfacteurs de café comme Illycaffè). Dans la région, l'agriculture est en croissance, offrant des produits de haute qualité (huile d'olive Tergeste et vin terrano). Les activités portuaires sont également très importantes à Trieste, qui joue un rôle stratégique majeur dans les échanges avec l'Europe du Nord et de l'Est.

## Tourisme

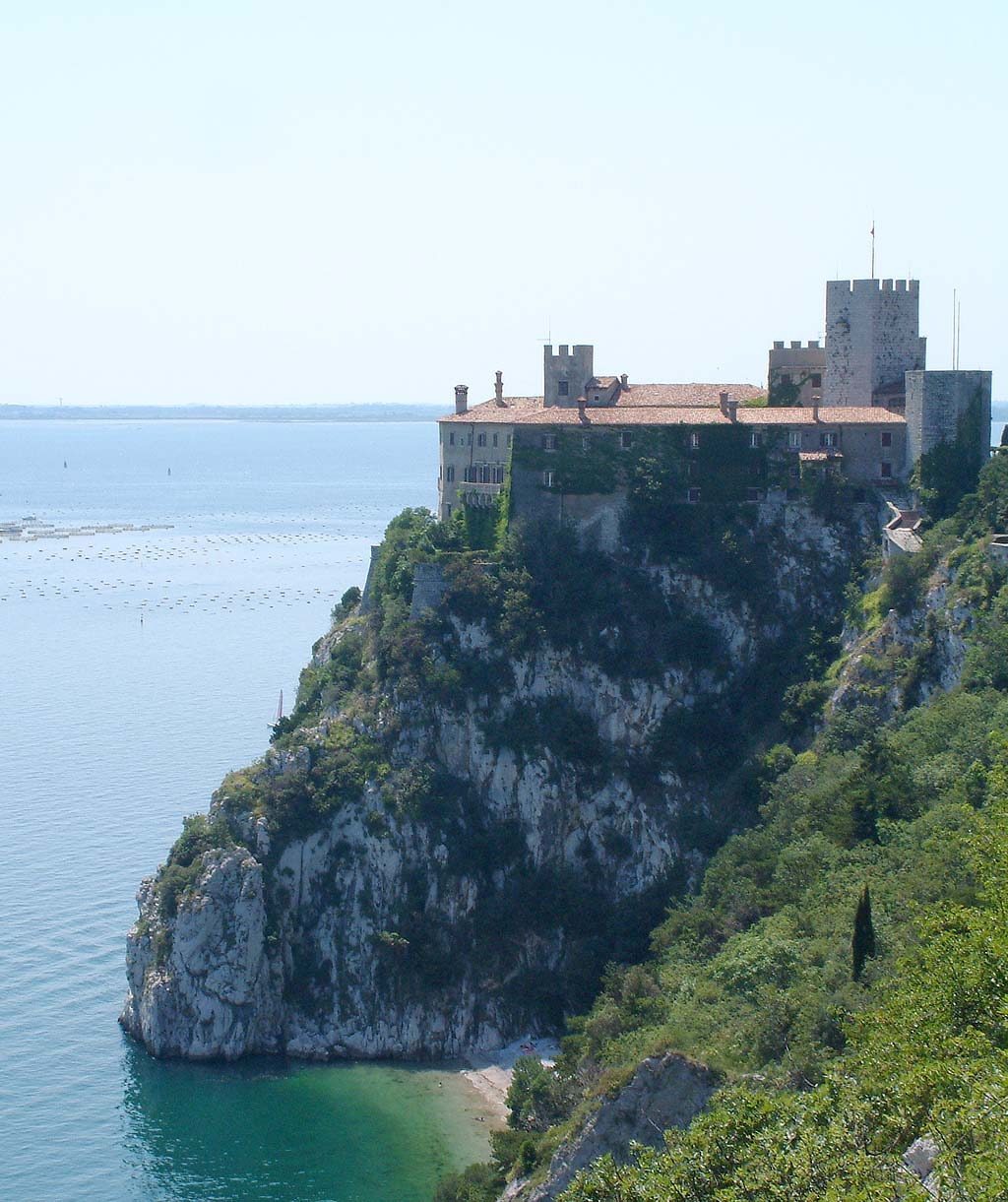
Le Castello di Duino

Les attraits touristiques de la province sont multiples. La ville de Trieste met l'accent sur le tourisme à caractère historico-culturel. À Sgonico, on retrouve la Grotta Gigante (littéralement : la Grotte géante), ouverte au public depuis 1908. À Duino-Aurisina on retrouve les sources résurgentes du Timavo, ainsi que le Castello di Duino. Le tourisme balnéaire est grandement développé à Sistiana et à Grignano et aussi gastronomique sur le haut-plateau du Carso limitrophe avec la Slovénie.

### Lieux d'intérêt
- Le chef-lieu Trieste, capitale de la région Frioul-Vénétie Julienne, ville cosmopolite
- Le château de Miramare à Grignano
- Le jardin botanique Carsiana de Sgonico
- La grotte géante de Sgonico, la plus vaste d'Europe
- La maison karstique de Monrupino (reconstitution des traditions slovènes du XIXe siècle)
- Le sanctuaire de Monrupino
- L'aqueduc romain de Val Rosandra
- La chapelle Santa Maria in Siaris, datant de 1100
- Muggia, ville d'Istrie italienne (Vénétie julienne), sa cathédrale, son musée, ses églises, son carnaval et son festival de jazz, son port touristique
- Le Castello di Duino
- La baie de Sistiana , sa plage et le festival de théâtre amateur slovène
- Les tranchées et les fortifications austro-hongroises de Monte Ermada datant de la Première Guerre mondiale
- Le sanctuaire Mariano del Monte Grisa
- Les foibe de Basovizza

## Utilisation de la langue slovène

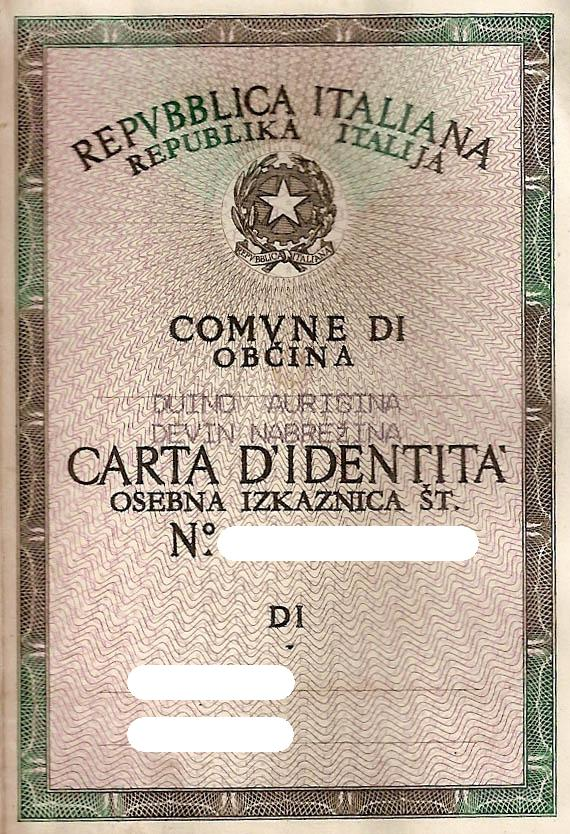
Carte d'identité bilingue italien-slovène.

Dans la province de Trieste, la signalisation routière visible dans les municipalités bilingues du Carso/Kras affiche la double forme italienne/slovène, étant donné la présence d'une minorité protégée par les accords internationaux (par exemple : Opicina/Opčine).
Les services municipaux fournissent des cartes d'identité bilingues (italien/slovène) aux habitants de la province qui en font la demande.
Le système scolaire est divisé en fonction des groupes linguistiques : l'enseignement est offert soit en italien, soit en slovène. Dans les écoles slovènes, on prévoit un nombre minimum d'heures d'enseignement de la langue italienne et de sa littérature, avec un programme identique à celui prévu dans les autres écoles italiennes.

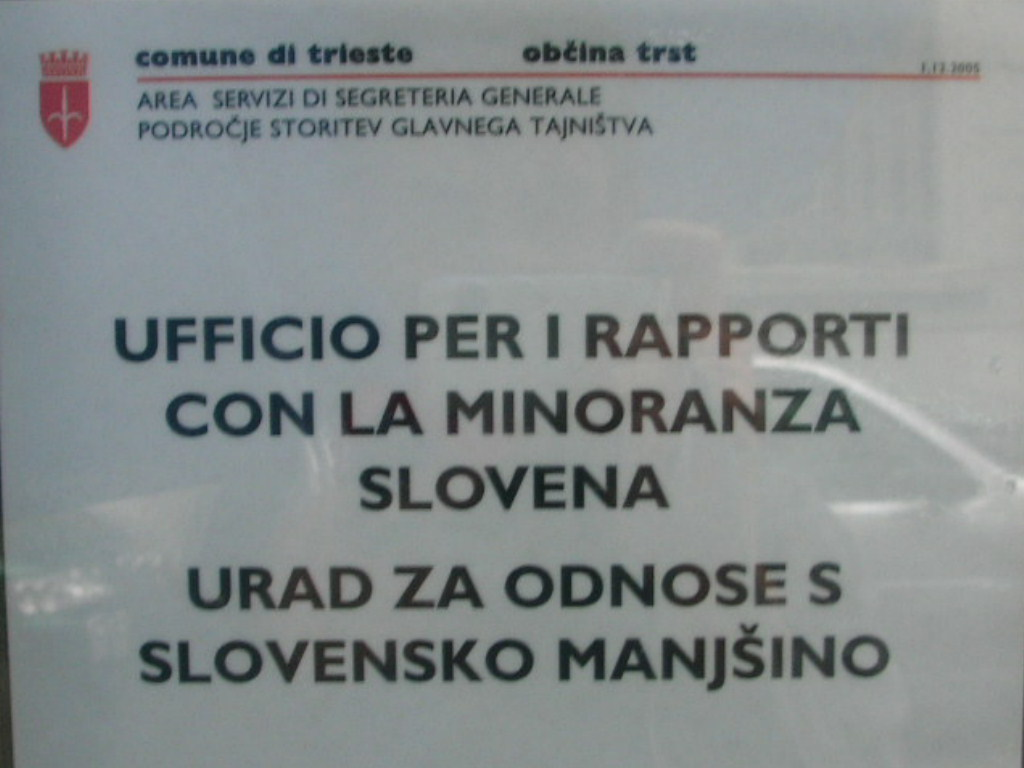
Un bureau régional de la commune de Trieste.

## Administration
La province de Trieste était la plus petite d'Italie, tant par sa superficie que par son nombre de communes. Les six communes de cette province étaient :
- Trieste
- Muggia
- Duino-Aurisina
- San Dorligo della Valle
- Sgonico
- Monrupino

La commune de Sgonico ainsi que la commune slovène de Komen (Comeno en italien) ont fondé ensemble l'institution du District transfrontalier du Carso[réf. nécessaire], dans le cadre du projet Interreg IIIA de l'Union européenne. Plusieurs communes en font partie : Duino-Aurisina, Monrupino, Trieste et San Dorligo della Valle, en plus des communes Savogna d'Isonzo et Doberdò del Lago de la Province de Gorizia ainsi que les communes slovènes de Sežana, Divača, Hrpelje-Kozina et Miren-Kostanjevica.
Le siège de l'administration de la province était situé au palais Galatti.

## Transports

### Transports ferroviaires
La province de Trieste est parcourue par les lignes Trieste-Gorizia-Udine-Pordenone-Trevise-Venise ainsi que Venise-Trieste-Villa Opicina reliant la province à la Slovénie et au reste de l'Italie. La gare centrale de Trieste est la plus importante de la province.

### Transports routiers
La province de Trieste possède un réseau routier important, permettant de faire le lien entre le Nord de l'Italie et l'Est de l'Europe. On retrouve sur son territoire de nombreux passages vers la Slovénie.
Autoroutes et correspondances
- Autoroute italienne A4 (Serenissima) : de Lisert jusqu'à Sistiana ;
- Correspondance avec l'autoroute RA13 ;
- Correspondance avec l'autoroute RA14.

Routes nationales
- Strada Statale 14 della Venezia Giulia (littéralement : Route nationale 14 de la Vénétie julienne) : des limites de la province près de Lisert jusqu'au passage de Pesek (incluant aussi la Costiera) ;
- Strada Statale 15 Via Flavia (littéralement : Route nationale 15 Via Flavia) : de Trieste jusqu'au passage de Rabuiese ;
- Strada Statale 15 Via Flavia|SS15 Raccordo (littéralement : Route nationale 15 Via Flavia|Correspondance avec la SS15) : de Trieste à Cattinara ;
- Strada Statale 55 dell'Isonzo (littéralement : Route nationale 55 d'Isonzo) : de San Giovanni di Duino jusqu'à la limite de la province ;
- Strada Statale 58 della Carniola (littéralement : Route nationale 58 de Carniola) : de Trieste jusqu'au passage de Fernetti ;
- Strada Statale 202 Triestina (littéralement : Route nationale 202 la Triestienne) : du port de Trieste jusqu'à la banlieue Cattinara.

### Transports publics
Le service de transport public de la province est géré par l'entreprise Trieste Trasporti. 57 parcours existent, desservant le centre-ville et reliant les autres communes de la province à la capitale.
Il existe également un tramway funiculaire, le tramway d'Opicina, qui est l'une des attractions touristiques de la ville de Trieste. Un service de nuit incluant 4 parcours est offert dans la capitale seulement.

### Transports maritimes
Le port de Trieste est l'un des plus importants de la Méditerranée, tant pour le trafic pétrolier (grâce à la présence d'un oléoduc reliant la ville à Ingolstadt) que pour le trafic de conteneurs. Le transport de passagers, après une absence de quelques décennies, est en pleine renaissance.
On trouve également dans la province une série de petits ports de plaisance (Sistiana, Duino, Grignano, Muggia), reliés à Trieste par une série de trajets saisonniers ou permanents, gérés par la société de transport public Trieste Trasporti.

### Crédits de traduction
- (it) Cet article est partiellement ou en totalité issu de l’article de Wikipédia en italien intitulé « Provincia di Trieste » (voir la liste des auteurs).